# Liphistius bristowei
Liphistius bristowei is een spinnensoort uit de familie Liphistiidae. De soort komt voor in Thailand.